# Lignes Cars du Rhône de 200 à 299
Les lignes Cars du Rhône de 200 à 299 constituent une série de lignes du réseau départemental de transport en commun Les cars du Rhône desservant le département éponyme.

## Lignes 200 à 299

### Lignes 210 à 219
| Ligne | Caractéristiques | Caractéristiques                                               | Caractéristiques                                               | Caractéristiques                                               | Caractéristiques                                               | Caractéristiques                                               | Caractéristiques                                               | Caractéristiques                                               | Caractéristiques                                               |
| 217   | Villefranche-sur-Saône — Place Claude Bernard ⥋ Amplepuis — ZI | Villefranche-sur-Saône — Place Claude Bernard ⥋ Amplepuis — ZI | Villefranche-sur-Saône — Place Claude Bernard ⥋ Amplepuis — ZI | Villefranche-sur-Saône — Place Claude Bernard ⥋ Amplepuis — ZI | Villefranche-sur-Saône — Place Claude Bernard ⥋ Amplepuis — ZI | Villefranche-sur-Saône — Place Claude Bernard ⥋ Amplepuis — ZI | Villefranche-sur-Saône — Place Claude Bernard ⥋ Amplepuis — ZI | Villefranche-sur-Saône — Place Claude Bernard ⥋ Amplepuis — ZI | Villefranche-sur-Saône — Place Claude Bernard ⥋ Amplepuis — ZI |
| ----- | --- | -------------------------------------------------------------- | -------------------------------------------------------------- | -------------------------------------------------------------- | -------------------------------------------------------------- | -------------------------------------------------------------- | -------------------------------------------------------------- | -------------------------------------------------------------- | -------------------------------------------------------------- |
| 217   | Ouverture / Fermeture 8 juillet 2013 / — | Longueur —                                                     | Durée 119 min                                                  | Nb. d’arrêts 44                                                | Matériel —                                                     | Jours de fonctionnement L, Ma, Me, J, V, S                     | Jour / Soir / Nuit / Fêtes O / N / N / N                       | Voy. / an —                                                    | Transporteur Transdev RAI                                      |
| 217   | Desserte : - Villes et lieux desservis : Villefranche-sur-Saône (Cimetière, Médiathèque), Gleizé, Liergues, Frontenas, Bagnols, Le Bois-d'Oingt (Collège), Legny, Les Olmes, Pontcharra-sur-Turdine (Bourg), Saint-Loup, Tarare (Hôpital, Hôtel de ville, Marché couvert), Les Sauvages et Amplepuis (Collège Eugénie de Pompey, Salle des sports, Place de l'industrie, Zone industrielle) - Stations et gares desservies : Gare de Villefranche-sur-Saône, Gare de Tarare et Gare d'Amplepuis. |                                                                |                                                                |                                                                |                                                                |                                                                |                                                                |                                                                |                                                                |
| 217   | Autre : - Amplitudes horaires : La ligne fonctionne du lundi au vendredi de 6 h 15 et 16 h 35 et le samedi de 7 h à 20 h 20 environ. - Particularités : - certains services effectuent des services partiels entre Le Bois-d'Oingt place de la Libération et Villefranche-sur-Saône place Claude Bernard ; - du lundi au vendredi en période scolaire, la ligne dispose de renforts scolaires pour la desserte du lycée Louis Armand de Villefranche-sur-Saône, des collèges de Le Bois-d'Oingt et Eugénie de Pomey d'Amplepuis. Certains de ces services desservent au passage les communes de Theizé et de Pouilly-le-Monial en plus des communes habituellement desservies ; - la ligne est accessible avec la tarification Libellule dans l'agglomération de Villefranche-sur-Saône. - Restructuration du réseau au 29 août 2016 : Le service des dimanches et fêtes est supprimé. - Date de dernière mise à jour : 28 août 2016. |                                                                |                                                                |                                                                |                                                                |                                                                |                                                                |                                                                |                                                                |
| 217   | Dernière actualisation : — |                                                                |                                                                |                                                                |                                                                |                                                                |                                                                |                                                                |                                                                |

### Lignes 230 à 239
| Ligne | Caractéristiques | Caractéristiques | Caractéristiques | Caractéristiques | Caractéristiques | Caractéristiques | Caractéristiques | Caractéristiques | Caractéristiques |
| 235   | Beaujeu — Place de la mairie ⥋ Belleville — Gare SNCF | Beaujeu — Place de la mairie ⥋ Belleville — Gare SNCF                                                                      | Beaujeu — Place de la mairie ⥋ Belleville — Gare SNCF                                                                      | Beaujeu — Place de la mairie ⥋ Belleville — Gare SNCF                                                                      | Beaujeu — Place de la mairie ⥋ Belleville — Gare SNCF                                                                      | Beaujeu — Place de la mairie ⥋ Belleville — Gare SNCF                                                                      | Beaujeu — Place de la mairie ⥋ Belleville — Gare SNCF                                                                      | Beaujeu — Place de la mairie ⥋ Belleville — Gare SNCF                                                                      | Beaujeu — Place de la mairie ⥋ Belleville — Gare SNCF                                                                      |
| ----- | --- | --- | --- | --- | --- | --- | --- | --- | --- |
| 235   | Ouverture / Fermeture 8 juillet 2013 / — | Longueur — | Durée 20 min | Nb. d’arrêts 11 | Matériel Starter LE | Jours de fonctionnement L, Ma, Me, J, V                                                                                    | Jour / Soir / Nuit / Fêtes O / N / N / N                                                                                   | Voy. / an — | Transporteur Maisonneuve                                                                                                   |
| 235   | Desserte : - Villes et lieux desservis : Belleville-sur-Saône, Saint-Jean-d'Ardières (Lycée Bel Air), Cercié (Place des Écoles), Quincié-en-Beaujolais et Beaujeu (Place de la Paix, Mairie) - Stations et gares desservies : Gare de Belleville-sur-Saône. | | | | | | | | |
| 235   | Autre : - Amplitudes horaires : La ligne fonctionne du lundi au vendredi de 5 h 50 à 18 h 35 environ. - Particularités : Du lundi au vendredi en période scolaire, la ligne dispose de renforts scolaires pour la desserte du lycée Aiguerande et du collège de Belleville-sur-Saône. - Restructuration du réseau au 29 août 2016 : Le service du week-end est supprimé. - Date de dernière mise à jour : 28 août 2016. | | | | | | | | |
| 235   | Dernière actualisation : — | | | | | | | | |
| 236   | Villefranche-sur-Saône — Gare Routière ⥋ Beaujeu — Place de la mairie (Monsols — Place de la Fontaine à certains services) | Villefranche-sur-Saône — Gare Routière ⥋ Beaujeu — Place de la mairie (Monsols — Place de la Fontaine à certains services) | Villefranche-sur-Saône — Gare Routière ⥋ Beaujeu — Place de la mairie (Monsols — Place de la Fontaine à certains services) | Villefranche-sur-Saône — Gare Routière ⥋ Beaujeu — Place de la mairie (Monsols — Place de la Fontaine à certains services) | Villefranche-sur-Saône — Gare Routière ⥋ Beaujeu — Place de la mairie (Monsols — Place de la Fontaine à certains services) | Villefranche-sur-Saône — Gare Routière ⥋ Beaujeu — Place de la mairie (Monsols — Place de la Fontaine à certains services) | Villefranche-sur-Saône — Gare Routière ⥋ Beaujeu — Place de la mairie (Monsols — Place de la Fontaine à certains services) | Villefranche-sur-Saône — Gare Routière ⥋ Beaujeu — Place de la mairie (Monsols — Place de la Fontaine à certains services) | Villefranche-sur-Saône — Gare Routière ⥋ Beaujeu — Place de la mairie (Monsols — Place de la Fontaine à certains services) |
| 236   | Ouverture / Fermeture 8 juillet 2013 / — | Longueur — | Durée 41 (61) min | Nb. d’arrêts 30 (39) | Matériel — | Jours de fonctionnement L, Ma, Me, J, V                                                                                    | Jour / Soir / Nuit / Fêtes O / N / N / N                                                                                   | Voy. / an — | Transporteurs Maisonneuve Transdev RAI                                                                                     |
| 236   | Desserte : - Villes et lieux desservis : Villefranche-sur-Saône (Mairie, Sécurité sociale, Cimetière, Lycée Louis Armand), Gleizé, Arnas, Saint-Georges-de-Reneins, Blacé, Saint-Étienne-des-Oullières (Église), Odenas (Bourg), Quincié-en-Beaujolais, Régnié-Durette, Beaujeu (Collège, Place de la Paix, Mairie), Saint-Didier-sur-Beaujeu, Les Ardillats (Bourg), Chénelette (Bourg) et Monsols (Col de Crie) - Stations et gares desservies : Gare de Villefranche-sur-Saône. | | | | | | | | |
| 236   | Autre : - Amplitudes horaires : La ligne fonctionne du lundi au vendredi de 6 h 20 à 19 h 55 environ. - Particularités : - à certains services, la ligne est prolongée jusqu'à Monsols ; - la ligne est accessible avec la tarification Libellule dans l'agglomération de Villefranche-sur-Saône. - Restructuration du réseau au 29 août 2016 : Le service du week-end est supprimé. - Date de dernière mise à jour : 28 août 2016. | | | | | | | | |
| 236   | Dernière actualisation : — | | | | | | | | |
| 237   | Cours (Cours-la-Ville) — Parking Winslow ⥋ Amplepuis — Gare SNCF | Cours (Cours-la-Ville) — Parking Winslow ⥋ Amplepuis — Gare SNCF                                                           | Cours (Cours-la-Ville) — Parking Winslow ⥋ Amplepuis — Gare SNCF                                                           | Cours (Cours-la-Ville) — Parking Winslow ⥋ Amplepuis — Gare SNCF                                                           | Cours (Cours-la-Ville) — Parking Winslow ⥋ Amplepuis — Gare SNCF                                                           | Cours (Cours-la-Ville) — Parking Winslow ⥋ Amplepuis — Gare SNCF                                                           | Cours (Cours-la-Ville) — Parking Winslow ⥋ Amplepuis — Gare SNCF                                                           | Cours (Cours-la-Ville) — Parking Winslow ⥋ Amplepuis — Gare SNCF                                                           | Cours (Cours-la-Ville) — Parking Winslow ⥋ Amplepuis — Gare SNCF                                                           |
| 237   | Ouverture / Fermeture 8 juillet 2013 / — | Longueur — | Durée 39 min | Nb. d’arrêts 27 | Matériel — | Jours de fonctionnement L, Ma, Me, J, V                                                                                    | Jour / Soir / Nuit / Fêtes O / N / N / N                                                                                   | Voy. / an — | Transporteurs Maisonneuve Keolis Planche Transdev RAI                                                                      |
| 237   | Desserte : - Villes et lieux desservis : Cours (Cours-la-Ville : Parking Winslow, Collège François Brossette, Hôpital ; Pont-Trambouze : Mairie, Centre), Thizy-les-Bourgs (Bourg-de-Thizy : Centre ; Thizy : Place du Commerce, Lycée François Mansard), Saint-Jean-la-Bussière (Place Saint-Jean) et Amplepuis (Zone industrielle, Centre-ville, Salle des sports) - Stations et gares desservies : Gare d'Amplepuis. | | | | | | | | |
| 237   | Autre : - Amplitudes horaires : La ligne fonctionne du lundi au vendredi de 5 h 45 à 19 h 45 environ. - Particularités : Du lundi au vendredi en période scolaire, la ligne dispose de renforts scolaires pour la desserte des collèges Eugénie de Pompey à Amplepuis, ainsi que de la salle de sports communale, et François Brossolette à cours-la-Ville et du lycée François Mansart de Thizy-les-Bourgs. Le mercredi, un des renforts desservant le lycée Mansart est prolongée à la station Gorge de Loup à Lyon. - Restructuration du réseau au 29 août 2016 : Le service du week-end est supprimé. - Date de dernière mise à jour : 28 août 2016. | | | | | | | | |
| 237   | Dernière actualisation : — | | | | | | | | |
| 239   | Cublize — Bourg ⥋ Amplepuis — Gare SNCF | Cublize — Bourg ⥋ Amplepuis — Gare SNCF                                                                                    | Cublize — Bourg ⥋ Amplepuis — Gare SNCF                                                                                    | Cublize — Bourg ⥋ Amplepuis — Gare SNCF                                                                                    | Cublize — Bourg ⥋ Amplepuis — Gare SNCF                                                                                    | Cublize — Bourg ⥋ Amplepuis — Gare SNCF                                                                                    | Cublize — Bourg ⥋ Amplepuis — Gare SNCF                                                                                    | Cublize — Bourg ⥋ Amplepuis — Gare SNCF                                                                                    | Cublize — Bourg ⥋ Amplepuis — Gare SNCF                                                                                    |
| 239   | Ouverture / Fermeture 8 juillet 2013 / — | Longueur — | Durée 20 min | Nb. d’arrêts 12 | Matériel — | Jours de fonctionnement L, Ma, Me, J, V                                                                                    | Jour / Soir / Nuit / Fêtes O / N / N / N                                                                                   | Voy. / an — | Transporteurs Maisonneuve Transdev RAI                                                                                     |
| 239   | Desserte : - Villes et lieux desservis : Cublize (Bourg) et Amplepuis (Zone industrielle, Centre-ville, Place de l'industrie) - Stations et gares desservies : Gare d'Amplepuis. | | | | | | | | |
| 239   | Autre : - Amplitudes horaires : La ligne fonctionne du lundi au vendredi de 6 h 30 à 18 h 35 en période scolaire uniquement. - Particularités : - du lundi au vendredi en période scolaire, la ligne dispose de renforts scolaires pour la desserte du collège Eugénie de Pompey et de la salle des sports d'Amplepuis ; - le mardi, un service spécifique au marché d'Amplepuis, le D39, est assuré à raison d'un départ à 8 h 55 et d'un retour à 11 h 30 sur le trajet entre Meaux-la-Montagne Bourg et Amplepuis Gare SNCF en desservant les communes de Meaux-la-Montagne, Saint-Vincent-de-Reins, Cublize et Amplepuis ; - en juillet et août, la ligne fonctionne du lundi au dimanche et fêtes de 10 h 10 à 18 h 45 et dessert le lac des Sapins et sa base de loisirs. - Date de dernière mise à jour : 23 juillet 2015. | | | | | | | | |
| 239   | Dernière actualisation : — | | | | | | | | |

### Lignes 240 à 249
| Ligne | Caractéristiques | Caractéristiques                                                  | Caractéristiques                                                  | Caractéristiques                                                  | Caractéristiques                                                  | Caractéristiques                                                  | Caractéristiques                                                  | Caractéristiques                                                  | Caractéristiques                                                  |
| 240   | Cours (Cours-la-Ville) — Parking Winslow ⥋ Roanne — Gare Routière | Cours (Cours-la-Ville) — Parking Winslow ⥋ Roanne — Gare Routière | Cours (Cours-la-Ville) — Parking Winslow ⥋ Roanne — Gare Routière | Cours (Cours-la-Ville) — Parking Winslow ⥋ Roanne — Gare Routière | Cours (Cours-la-Ville) — Parking Winslow ⥋ Roanne — Gare Routière | Cours (Cours-la-Ville) — Parking Winslow ⥋ Roanne — Gare Routière | Cours (Cours-la-Ville) — Parking Winslow ⥋ Roanne — Gare Routière | Cours (Cours-la-Ville) — Parking Winslow ⥋ Roanne — Gare Routière | Cours (Cours-la-Ville) — Parking Winslow ⥋ Roanne — Gare Routière |
| ----- | --- | ----------------------------------------------------------------- | ----------------------------------------------------------------- | ----------------------------------------------------------------- | ----------------------------------------------------------------- | ----------------------------------------------------------------- | ----------------------------------------------------------------- | ----------------------------------------------------------------- | ----------------------------------------------------------------- |
| 240   | Ouverture / Fermeture 8 juillet 2013 / — | Longueur —                                                        | Durée 55 min                                                      | Nb. d’arrêts 22                                                   | Matériel Intouro                                                  | Jours de fonctionnement L, Ma, Me, J, V, S                        | Jour / Soir / Nuit / Fêtes O / N / N / N                          | Voy. / an —                                                       | Transporteurs Maisonneuve Keolis Planche                          |
| 240   | Desserte : - Villes et lieux desservis : Cours (Cours-la-Ville : Centre, Parking Winslow ; Pont-Trambouze : Centre, mairie), Thizy-les-Bourgs (Thizy : Place du commerce ; Bourg-de-Thizy : Place Aristide Briand), Combre (Loire), Montagny (Centre ; Loire), Perreux (Loire), Le Coteau (Loire) et Roanne (Loire) - Stations et gares desservies : Gare de Roanne. |                                                                   |                                                                   |                                                                   |                                                                   |                                                                   |                                                                   |                                                                   |                                                                   |
| 240   | Autre : - Amplitudes horaires : La ligne fonctionne du lundi au vendredi de 7 h à 19 h 10 et le samedi de 8 h 10 à 18 h 10 environ. - Particularités : - du lundi au vendredi en période scolaire, la ligne voit sa desserte renforcée par des doublages scolaires effectués par Keolis Planche ; - la ligne est accessible avec la tarification STAR dans l'agglomération de Roanne. - Restructuration du réseau au 29 août 2016 : Le service des dimanches et fêtes est supprimé. - Date de dernière mise à jour : 28 août 2016. |                                                                   |                                                                   |                                                                   |                                                                   |                                                                   |                                                                   |                                                                   |                                                                   |
| 240   | Dernière actualisation : — |                                                                   |                                                                   |                                                                   |                                                                   |                                                                   |                                                                   |                                                                   |                                                                   |
| 241   | L'Arbresle — Gare SNCF ⥋ Chevinay — Cimetière | L'Arbresle — Gare SNCF ⥋ Chevinay — Cimetière                     | L'Arbresle — Gare SNCF ⥋ Chevinay — Cimetière                     | L'Arbresle — Gare SNCF ⥋ Chevinay — Cimetière                     | L'Arbresle — Gare SNCF ⥋ Chevinay — Cimetière                     | L'Arbresle — Gare SNCF ⥋ Chevinay — Cimetière                     | L'Arbresle — Gare SNCF ⥋ Chevinay — Cimetière                     | L'Arbresle — Gare SNCF ⥋ Chevinay — Cimetière                     | L'Arbresle — Gare SNCF ⥋ Chevinay — Cimetière                     |
| 241   | Ouverture / Fermeture 8 juillet 2013 / — | Longueur —                                                        | Durée 26 min                                                      | Nb. d’arrêts 12                                                   | Matériel —                                                        | Jours de fonctionnement L, Ma, Me, J, V                           | Jour / Soir / Nuit / Fêtes O / N / N / N                          | Voy. / an —                                                       | Transporteurs Keolis Planche Transdev RAI                         |
| 241   | Desserte : - Villes et lieux desservis : L'Arbresle, Eveux (Place du marronnier), Sourcieux-les-Mines (Bourg), Saint-Pierre-la-Palud (Centre, Vieux-bourg) et Chevinay (Cimetière) - Stations et gares desservies : Gare de l'Arbresle. |                                                                   |                                                                   |                                                                   |                                                                   |                                                                   |                                                                   |                                                                   |                                                                   |
| 241   | Autre : - Amplitudes horaires : La ligne fonctionne du lundi au vendredi de 7 h 5 à 18 h 45. - Particularités : - en période scolaire, la ligne est prolongée au Collège des 4 vents de L'Arbresle ; - du lundi au vendredi en période scolaire, la ligne est prolongée au Collège des 4 vents de L'Arbresle. - Date de dernière mise à jour : 23 juillet 2015. |                                                                   |                                                                   |                                                                   |                                                                   |                                                                   |                                                                   |                                                                   |                                                                   |
| 241   | Dernière actualisation : — |                                                                   |                                                                   |                                                                   |                                                                   |                                                                   |                                                                   |                                                                   |                                                                   |

### Lignes 250 à 259
| Ligne | Caractéristiques | Caractéristiques                                                                                               | Caractéristiques                                                                                               | Caractéristiques                                                                                               | Caractéristiques                                                                                               | Caractéristiques                                                                                               | Caractéristiques                                                                                               | Caractéristiques                                                                                               | Caractéristiques                                                                                               |
| 251   | Mornant — Quartier de l'Arc ⥋ Sainte-Catherine — Le Bourg | Mornant — Quartier de l'Arc ⥋ Sainte-Catherine — Le Bourg                                                      | Mornant — Quartier de l'Arc ⥋ Sainte-Catherine — Le Bourg                                                      | Mornant — Quartier de l'Arc ⥋ Sainte-Catherine — Le Bourg                                                      | Mornant — Quartier de l'Arc ⥋ Sainte-Catherine — Le Bourg                                                      | Mornant — Quartier de l'Arc ⥋ Sainte-Catherine — Le Bourg                                                      | Mornant — Quartier de l'Arc ⥋ Sainte-Catherine — Le Bourg                                                      | Mornant — Quartier de l'Arc ⥋ Sainte-Catherine — Le Bourg                                                      | Mornant — Quartier de l'Arc ⥋ Sainte-Catherine — Le Bourg                                                      |
| ----- | --- | --- | --- | --- | --- | --- | --- | --- | --- |
| 251   | Ouverture / Fermeture 8 juillet 2013 / — | Longueur — | Durée 40 min                                                                                                   | Nb. d’arrêts 16                                                                                                | Matériel — | Jours de fonctionnement L, Ma, Me, J, V                                                                        | Jour / Soir / Nuit / Fêtes O / N / N / N                                                                       | Voy. / an — | Transporteurs Transdev RAI Maisonneuve                                                                         |
| 251   | Desserte : - Villes et lieux desservis : Mornant (Centre culturel, Piscine, Collège Ronsard), Saint-Maurice-sur-Dargoire (Bourg), Saint-Didier-sous-Riverie (Bourg) et Sainte-Catherine (Bourg) - Stations et gares desservies : Aucune. | | | | | | | | |
| 251   | Autre : - Amplitudes horaires : La ligne fonctionne en période scolaire du lundi au vendredi de 6 h 15 à 9 h 25 direction Mornant et de 11 h 30 à 18 h 15 direction Ste-Catherine en période scolaire uniquement. - Particularités : Le mercredi en période scolaire, des renforts scolaires sont assurés entre Mornant Pont Rompu et Ste-Catherine Le Bourg. - Date de dernière mise à jour : 23 juillet 2015.                                                                 | | | | | | | | |
| 251   | Dernière actualisation : — | | | | | | | | |
| 252   | Chaponnay — Place (Chaponnay — Romatières à certains services) ⥋ Saint-Symphorien-d'Ozon — Terrasses de l'Ozon | Chaponnay — Place (Chaponnay — Romatières à certains services) ⥋ Saint-Symphorien-d'Ozon — Terrasses de l'Ozon | Chaponnay — Place (Chaponnay — Romatières à certains services) ⥋ Saint-Symphorien-d'Ozon — Terrasses de l'Ozon | Chaponnay — Place (Chaponnay — Romatières à certains services) ⥋ Saint-Symphorien-d'Ozon — Terrasses de l'Ozon | Chaponnay — Place (Chaponnay — Romatières à certains services) ⥋ Saint-Symphorien-d'Ozon — Terrasses de l'Ozon | Chaponnay — Place (Chaponnay — Romatières à certains services) ⥋ Saint-Symphorien-d'Ozon — Terrasses de l'Ozon | Chaponnay — Place (Chaponnay — Romatières à certains services) ⥋ Saint-Symphorien-d'Ozon — Terrasses de l'Ozon | Chaponnay — Place (Chaponnay — Romatières à certains services) ⥋ Saint-Symphorien-d'Ozon — Terrasses de l'Ozon | Chaponnay — Place (Chaponnay — Romatières à certains services) ⥋ Saint-Symphorien-d'Ozon — Terrasses de l'Ozon |
| 252   | Ouverture / Fermeture 8 juillet 2013 / — | Longueur — | Durée 27 (34) min                                                                                              | Nb. d’arrêts 16 (20)                                                                                           | Matériel — | Jours de fonctionnement L, Ma, Me, J, V                                                                        | Jour / Soir / Nuit / Fêtes O / N / N / N                                                                       | Voy. / an — | Transporteurs Transdev RAI Cars Faure                                                                          |
| 252   | Desserte : - Villes et lieux desservis : Chaponnay (Place, Collège La Xavière), Marennes (Place), Simandres (Mairie) et Saint-Symphorien-d'Ozon (Piscine, Collège Jacques Prévert) - Stations et gares desservies : Aucune. | | | | | | | | |
| 252   | Autre : - Amplitudes horaires : La ligne fonctionne du lundi au vendredi de 7 h 25 à 9 h 25 et de 11 h 40 à 17 h 40 en période scolaire uniquement. - Particularités : - prolongement à Chaponnay Les Romatières à certaines heures ; - du lundi au vendredi en période scolaire, la ligne dispose de renforts scolaires pour la desserte des collèges Jacques Prévert de Saint-Symphorien-d'Ozon et La Xavière de Chaponnay. - Date de dernière mise à jour : 23 juillet 2015. | | | | | | | | |
| 252   | Dernière actualisation : — | | | | | | | | |
| 256   | L'Arbresle — Gare SNCF ⥋ Bully — Le Vieux Four | L'Arbresle — Gare SNCF ⥋ Bully — Le Vieux Four                                                                 | L'Arbresle — Gare SNCF ⥋ Bully — Le Vieux Four                                                                 | L'Arbresle — Gare SNCF ⥋ Bully — Le Vieux Four                                                                 | L'Arbresle — Gare SNCF ⥋ Bully — Le Vieux Four                                                                 | L'Arbresle — Gare SNCF ⥋ Bully — Le Vieux Four                                                                 | L'Arbresle — Gare SNCF ⥋ Bully — Le Vieux Four                                                                 | L'Arbresle — Gare SNCF ⥋ Bully — Le Vieux Four                                                                 | L'Arbresle — Gare SNCF ⥋ Bully — Le Vieux Four                                                                 |
| 256   | Ouverture / Fermeture 8 juillet 2013 / — | Longueur — | Durée 14 min                                                                                                   | Nb. d’arrêts 7                                                                                                 | Matériel — | Jours de fonctionnement L, Ma, Me, J, V                                                                        | Jour / Soir / Nuit / Fêtes O / N / N / N                                                                       | Voy. / an — | Transporteurs Keolis Planche Transdev RAI                                                                      |
| 256   | Desserte : - Villes et lieux desservis : L'Arbresle (Place de la république) et Bully - Stations et gares desservies : Gare de l'Arbresle. | | | | | | | | |
| 256   | Autre : - Amplitudes horaires : La ligne fonctionne du lundi au vendredi de 7 h 20 à 8 h 15 et de 13 h 40 à 18 h 15. - Particularités : Du lundi au vendredi en période scolaire, la ligne dispose de renforts scolaires pour la desserte du collège des 4 vents à L'Arbresle. - Date de dernière mise à jour : 23 juillet 2015. | | | | | | | | |
| 256   | Dernière actualisation : — | | | | | | | | |
| 257   | Bessenay — Bourg ⥋ L'Arbresle — Rue du Four à Chaux | Bessenay — Bourg ⥋ L'Arbresle — Rue du Four à Chaux                                                            | Bessenay — Bourg ⥋ L'Arbresle — Rue du Four à Chaux                                                            | Bessenay — Bourg ⥋ L'Arbresle — Rue du Four à Chaux                                                            | Bessenay — Bourg ⥋ L'Arbresle — Rue du Four à Chaux                                                            | Bessenay — Bourg ⥋ L'Arbresle — Rue du Four à Chaux                                                            | Bessenay — Bourg ⥋ L'Arbresle — Rue du Four à Chaux                                                            | Bessenay — Bourg ⥋ L'Arbresle — Rue du Four à Chaux                                                            | Bessenay — Bourg ⥋ L'Arbresle — Rue du Four à Chaux                                                            |
| 257   | Ouverture / Fermeture 8 juillet 2013 / — | Longueur — | Durée 30 min                                                                                                   | Nb. d’arrêts 13                                                                                                | Matériel — | Jours de fonctionnement L, Ma, Me, J, V                                                                        | Jour / Soir / Nuit / Fêtes O / N / N / N                                                                       | Voy. / an — | Transporteurs Keolis Planche Transdev RAI                                                                      |
| 257   | Desserte : - Villes et lieux desservis : L'Arbresle (Collège des Quatre vents, Parc), Sain-Bel (Mairie), Savigny et Bessenay (ZA Les Garelles, Bourg) - Stations et gares desservies : Gare de l'Arbresle. | | | | | | | | |
| 257   | Autre : - Amplitudes horaires : La ligne fonctionne du lundi au vendredi de 7 h 45 à 8 h 15 direction L'Arbresle et de 13 h 15 à 18 h 5 direction Bessenay en correspondances avec le TER en provenance ou à destination de Lyon. - Particularités : Du lundi au vendredi en période scolaire, la ligne dispose de renforts scolaires pour la desserte du collège des 4 vents à L'Arbresle. - Date de dernière mise à jour : 23 juillet 2015.                                   | | | | | | | | |
| 257   | Dernière actualisation : — | | | | | | | | |
| 258   | Savigny — Place des rosiers ⥋ L'Arbresle — Les Martinets | Savigny — Place des rosiers ⥋ L'Arbresle — Les Martinets                                                       | Savigny — Place des rosiers ⥋ L'Arbresle — Les Martinets                                                       | Savigny — Place des rosiers ⥋ L'Arbresle — Les Martinets                                                       | Savigny — Place des rosiers ⥋ L'Arbresle — Les Martinets                                                       | Savigny — Place des rosiers ⥋ L'Arbresle — Les Martinets                                                       | Savigny — Place des rosiers ⥋ L'Arbresle — Les Martinets                                                       | Savigny — Place des rosiers ⥋ L'Arbresle — Les Martinets                                                       | Savigny — Place des rosiers ⥋ L'Arbresle — Les Martinets                                                       |
| 258   | Ouverture / Fermeture 8 juillet 2013 / — | Longueur — | Durée 9 min | Nb. d’arrêts 5                                                                                                 | Matériel — | Jours de fonctionnement L, Ma, Me, J, V                                                                        | Jour / Soir / Nuit / Fêtes O / N / N / N                                                                       | Voy. / an — | Transporteurs Keolis Planche Maisonneuve                                                                       |
| 258   | Desserte : - Villes et lieux desservis : L'Arbresle (Centre commercial), Sain-Bel (Centre nautique) et Savigny (Place des rosiers) - Stations et gares desservies : Gare de l'Arbresle. | | | | | | | | |
| 258   | Autre : - Amplitudes horaires : La ligne fonctionne du lundi au vendredi de 7 h 25 à 8 h 5 et de 12 h 5 à 17 h 35 en correspondances avec le TER en provenance ou à destination de Lyon. - Date de dernière mise à jour : 23 juillet 2015. | | | | | | | | |
| 258   | Dernière actualisation : — | | | | | | | | |

### Lignes 260 à 269
| Ligne | Caractéristiques | Caractéristiques                                                                   | Caractéristiques                                                                   | Caractéristiques                                                                   | Caractéristiques                                                                   | Caractéristiques                                                                   | Caractéristiques                                                                   | Caractéristiques                                                                   | Caractéristiques                                                                   |
| 261   | Thizy-les-Bourgs (Bourg-de-Thizy) — Bureau Buchet ⥋ Charlieu — Lycée Michel Servet | Thizy-les-Bourgs (Bourg-de-Thizy) — Bureau Buchet ⥋ Charlieu — Lycée Michel Servet | Thizy-les-Bourgs (Bourg-de-Thizy) — Bureau Buchet ⥋ Charlieu — Lycée Michel Servet | Thizy-les-Bourgs (Bourg-de-Thizy) — Bureau Buchet ⥋ Charlieu — Lycée Michel Servet | Thizy-les-Bourgs (Bourg-de-Thizy) — Bureau Buchet ⥋ Charlieu — Lycée Michel Servet | Thizy-les-Bourgs (Bourg-de-Thizy) — Bureau Buchet ⥋ Charlieu — Lycée Michel Servet | Thizy-les-Bourgs (Bourg-de-Thizy) — Bureau Buchet ⥋ Charlieu — Lycée Michel Servet | Thizy-les-Bourgs (Bourg-de-Thizy) — Bureau Buchet ⥋ Charlieu — Lycée Michel Servet | Thizy-les-Bourgs (Bourg-de-Thizy) — Bureau Buchet ⥋ Charlieu — Lycée Michel Servet |
| ----- | --- | ---------------------------------------------------------------------------------- | ---------------------------------------------------------------------------------- | ---------------------------------------------------------------------------------- | ---------------------------------------------------------------------------------- | ---------------------------------------------------------------------------------- | ---------------------------------------------------------------------------------- | ---------------------------------------------------------------------------------- | ---------------------------------------------------------------------------------- |
| 261   | Ouverture / Fermeture 8 juillet 2013 / — | Longueur —                                                                         | Durée 64 min                                                                       | Nb. d’arrêts 36                                                                    | Matériel —                                                                         | Jours de fonctionnement L, Ma, Me, J, V                                            | Jour / Soir / Nuit / Fêtes O / N / N / N                                           | Voy. / an —                                                                        | Transporteurs Maisonneuve Keolis Planche                                           |
| 261   | Desserte : - Villes et lieux desservis : Thizy-les-Bourgs (Bourg-de-Thizy : Place Aristide Briand ; Thizy : Place du commerce), Cours (Pont-Trambouze : Mairie, Centre ; Cours-la-Ville : Centre), Sevelinges (Loire), Le Cergne (Bourg ; Loire), Cuinzier (Centre ; Loire), Arcinges (Loire), Mars (Bourg ; Loire), Chandon (Bourg ; Loire) et Charlieu (École Sainte-Marie, Lycée Notre-Dame, Lycée Michel Servet ; Loire) - Stations et gares desservies : Aucune. |                                                                                    |                                                                                    |                                                                                    |                                                                                    |                                                                                    |                                                                                    |                                                                                    |                                                                                    |
| 261   | Autre : - Amplitudes horaires : La ligne fonctionne du lundi au vendredi de 7 h 30 à 8 h et de 12 h 30 à 19 h 10 en période scolaire uniquement. - Particularités : En semaine, certains services relient Charlieu à Le Cergne, Arcinges ou Mars. - Date de dernière mise à jour : 24 janvier 2016. |                                                                                    |                                                                                    |                                                                                    |                                                                                    |                                                                                    |                                                                                    |                                                                                    |                                                                                    |
| 261   | Dernière actualisation : — |                                                                                    |                                                                                    |                                                                                    |                                                                                    |                                                                                    |                                                                                    |                                                                                    |                                                                                    |
| 264   | Navette de Tarare | Navette de Tarare                                                                  | Navette de Tarare                                                                  | Navette de Tarare                                                                  | Navette de Tarare                                                                  | Navette de Tarare                                                                  | Navette de Tarare                                                                  | Navette de Tarare                                                                  | Navette de Tarare                                                                  |
| 264   | (Circulaire) Tarare — Hôtel de ville ⥋ Desserte des quartiers de Tarare |                                                                                    |                                                                                    |                                                                                    |                                                                                    |                                                                                    |                                                                                    |                                                                                    |                                                                                    |
| 264   | Ouverture / Fermeture 1999 / — | Longueur —                                                                         | Durée 40 min                                                                       | Nb. d’arrêts 34                                                                    | Matériel Master II                                                                 | Jours de fonctionnement L, Ma, Me, J, V                                            | Jour / Soir / Nuit / Fêtes O / N / N / N                                           | Voy. / an —                                                                        | Transporteur Transdev RAI                                                          |
| 264   | Desserte : - Villes et lieux desservis : Tarare (Hôtel de ville, Boulodrome, Maison de retraite, Place du marché, Parc Thivel, HLM La Plata, Cimetière, Marché couvert, Place du château, Pépinière d'entreprises, Place de la république) - Stations et gares desservies : Gare de Tarare. |                                                                                    |                                                                                    |                                                                                    |                                                                                    |                                                                                    |                                                                                    |                                                                                    |                                                                                    |
| 264   | Autre : - Amplitudes horaires : La ligne fonctionne du lundi au vendredi de 8 h 45 à 18 h 50 environ et dessert l'ensemble des quartiers de Tarare. - Particularités : Depuis 2014, il n'existe plus qu'une seule boucle. - Restructuration du réseau au 29 août 2016 : Le service du samedi est supprimé. - Date de dernière mise à jour : 28 août 2016. |                                                                                    |                                                                                    |                                                                                    |                                                                                    |                                                                                    |                                                                                    |                                                                                    |                                                                                    |
| 264   | Dernière actualisation : — |                                                                                    |                                                                                    |                                                                                    |                                                                                    |                                                                                    |                                                                                    |                                                                                    |                                                                                    |
| 265   | Claveisolles — Salle Polyvalente ⥋ Villefranche-sur-Saône — Gare Routière | Claveisolles — Salle Polyvalente ⥋ Villefranche-sur-Saône — Gare Routière          | Claveisolles — Salle Polyvalente ⥋ Villefranche-sur-Saône — Gare Routière          | Claveisolles — Salle Polyvalente ⥋ Villefranche-sur-Saône — Gare Routière          | Claveisolles — Salle Polyvalente ⥋ Villefranche-sur-Saône — Gare Routière          | Claveisolles — Salle Polyvalente ⥋ Villefranche-sur-Saône — Gare Routière          | Claveisolles — Salle Polyvalente ⥋ Villefranche-sur-Saône — Gare Routière          | Claveisolles — Salle Polyvalente ⥋ Villefranche-sur-Saône — Gare Routière          | Claveisolles — Salle Polyvalente ⥋ Villefranche-sur-Saône — Gare Routière          |
| 265   | Ouverture / Fermeture 8 juillet 2013 / — | Longueur —                                                                         | Durée 60 min                                                                       | Nb. d’arrêts 13                                                                    | Matériel —                                                                         | Jours de fonctionnement L, Ma, Me, J, V                                            | Jour / Soir / Nuit / Fêtes O / N / N / N                                           | Voy. / an —                                                                        | Transporteur Transdev RAI                                                          |
| 265   | Desserte : - Villes et lieux desservis : Villefranche-sur-Saône, Denicé, Rivolet, Saint-Cyr-le-Chatoux, Chambost-Allières, Grandris, Lamure-sur-Azergues (Collège, Mairie), Saint-Nizier-d'Azergues et Claveisolles (Salle polyvalente) - Stations et gares desservies : Gare de Villefranche-sur-Saône et Gare de Lamure-sur-Azergues. |                                                                                    |                                                                                    |                                                                                    |                                                                                    |                                                                                    |                                                                                    |                                                                                    |                                                                                    |
| 265   | Autre : - Amplitudes horaires : La ligne fonctionne du lundi au vendredi à 8 h 40 direction Villefranche et à 12 h 30 direction Claveisolles en période scolaire uniquement. D'autres départs sont ajoutés les lundis et vendredis. - Particularités : La ligne est accessible avec la tarification Libellule dans l'agglomération de Villefranche-sur-Saône. - Date de dernière mise à jour : 28 août 2016.                                                          |                                                                                    |                                                                                    |                                                                                    |                                                                                    |                                                                                    |                                                                                    |                                                                                    |                                                                                    |
| 265   | Dernière actualisation : — |                                                                                    |                                                                                    |                                                                                    |                                                                                    |                                                                                    |                                                                                    |                                                                                    |                                                                                    |